# Alice Teghil
Alice Teghil (Roma, 23 gennaio 1989) è un'attrice italiana.

## Biografia
Romana di origini friulane, ha fatto il suo debutto cinematografico a 14 anni come protagonista nel film Caterina va in città (2003), regia di Paolo Virzì, per cui riceve vari premi tra cui il "Guglielmo Biraghi" del sindacato Sindacato Nazionale Giornalisti Cinematografici Italiani (SNGCI). Nel film interpreta il ruolo di "Caterina Iacovoni", figlia di un professore dalle grandi ambizioni (Sergio Castellitto) che trascina la famiglia nella metropoli romana, credendo di migliorare la propria posizione sociale.
"Caterina", timida, ingenua e semplice, disorientata di fronte al grande cambiamento, è vittima sia delle pressioni del padre, che la spinge costantemente a rapportarsi con i giovani della "Roma bene", sia dei difficili rapporti con i compagni di classe, ragazzi traviati dai vizi e dalla mondanità che le sono estranei.
Paolo Virzì ha effettuato una lunga selezione nelle scuole romane per scegliere la ragazza giusta per Caterina va in città ed ha scelto Alice Teghil per il suo "sano disinteresse per la cinepresa, in linea con il personaggio di "Caterina", discreto e riservato.
Nel 2006 partecipa a una puntata della sesta stagione di Distretto di Polizia.
Successivamente gira due cortometraggi: Un attimo di respiro (2007), diretto da Sara Colangelo, in cui interpreta il ruolo di "Nora", che accompagna il protagonista, fidanzato della sorella, nella sua fuga dalla campagna verso la città, e Gemelline (2006), diretto da Filippo D'Antoni nel quale interpreta Viola, ragazza viziata che insieme a un'amica accusa ingiustamente un extracomunitario di tentata violenza per nascondere la bocciatura.
Nel 2008 debutta sul piccolo schermo con la miniserie TV I liceali, regia di Lucio Pellegrini, con Claudia Pandolfi e Giorgio Tirabassi, dove ha il ruolo di "Lucia Manetti", che torna ad interpretare nel 2009. Le due stagioni della miniserie sono andate in onda in anteprima su Joi di Mediaset Premium e poi successivamente su Canale 5.
Si dedica poi allo studio e alla carriera accademica presso la Sapienza - Università di Roma, divenendo psicologa e ottenendo un dottorato di ricerca in Neuroscienze del comportamento.

## Filmografia

### Cinema
- Caterina va in città, regia di Paolo Virzì (2003)

### Televisione
- Distretto di Polizia 6, regia di Antonello Grimaldi – serie TV, episodio 11 "La villetta della morte" (2006)
- I liceali, regia di Lucio Pellegrini e Giulio Manfredonia – miniserie TV (2008)
- I liceali 2, regia di Lucio Pellegrini e Francesco Amato – miniserie TV (2009)

### Cortometraggi
- Gemelline, regia di Filippo D'Antoni (2006)
- Un attimo di respiro, regia di Sara Colangelo (2007)

## Riconoscimenti
- Premio Cinema Città di Rovigo - 2003
- Nastri d'argento 2004: Premio Guglielmo Biraghi per Caterina va in città
- Ft. Lauderdale International Film Festival 2004: Premio della Giuria al miglior nuovo talento per Caterina va in città
- Mirto d'Oro - XIII Rassegna Cinematografica di Poggio Mirteto - 2004
- Agave di Cristallo - Premio ai Dialoghi Cinematografici di Riomaggiore - 2004